# دهستان کچو
دهستان کچو نام دهستانی در بخش مرکزی شهرستان اردستان، استان اصفهان در ایران است.

## جمعیت
براساس سرشماری مرکز آمار ایران در سال ۱۳۸۵، جمعیت آن ۱۷۷۱ نفر (۶۱۸ خانوار) بوده‌است.